# فردیناند پورشه

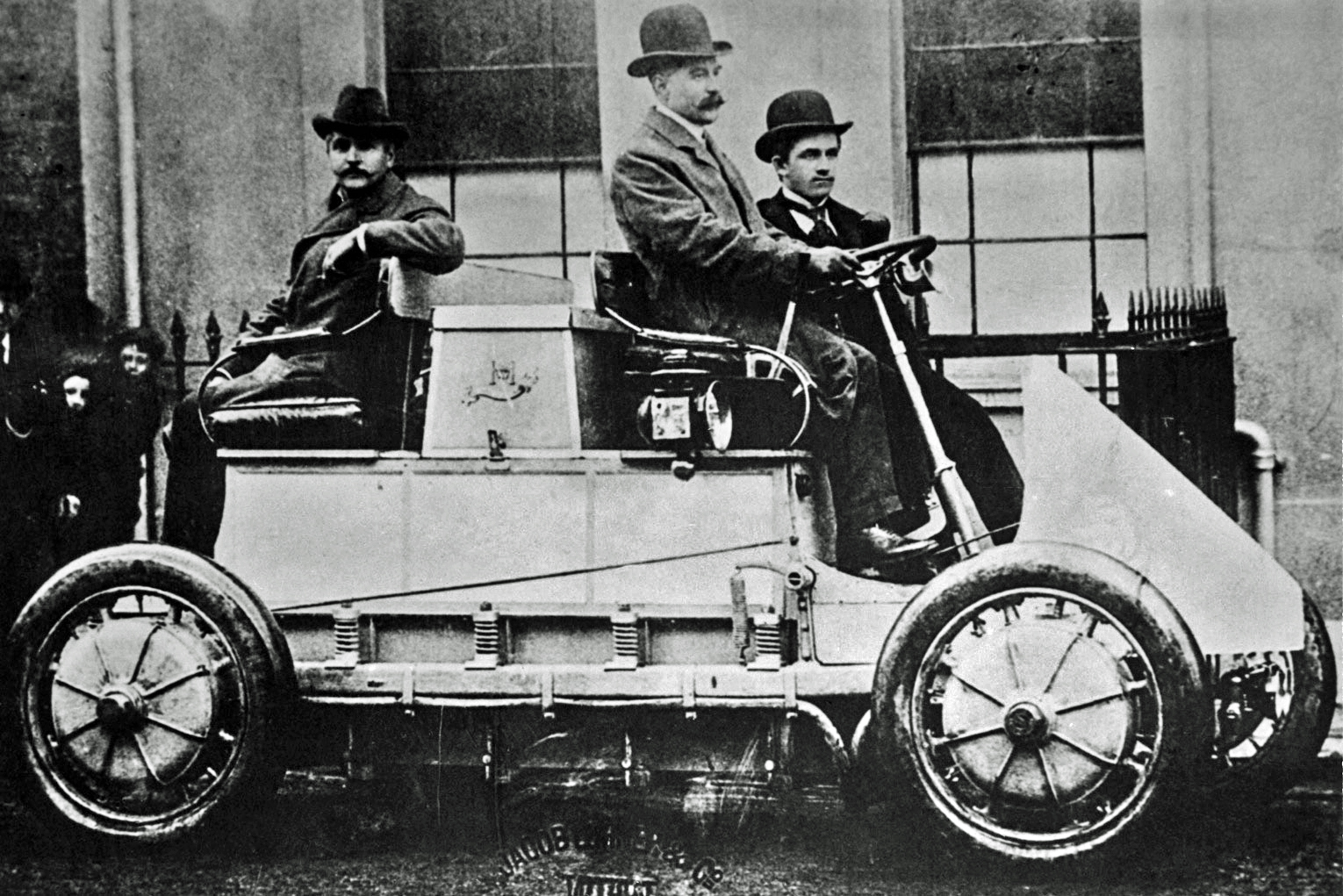
فردیناند پورشه

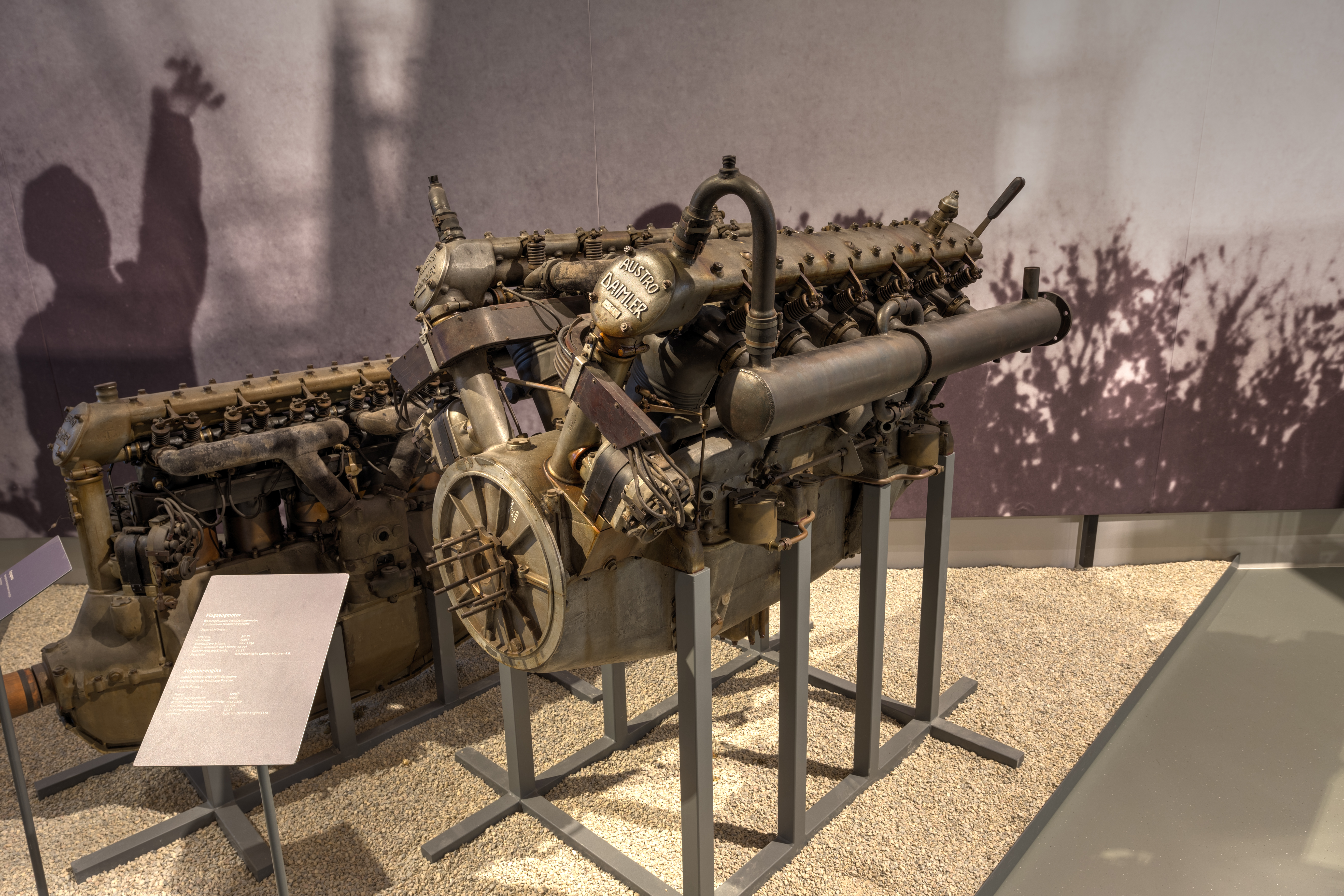
موتور ۱۲ سیلندر ساخت پورشه

فردیناند پورشه (به آلمانی: Ferdinand Porsche) (۳ سپتامبر ۱۸۷۵ تا ۳۰ ژانویه ۱۹۵۱) یک طراح مشهور خودرو، تانک و موتور خودرو اتریشی-آلمانی بود که شرکت‌های پورشه و فولکس‌واگن را بنا نهاد.

## زندگی
فردیناند پورشه در سال ۱۸۷۵ در بوهم در اتریش-مجارستان به دنیا آمد. پدر وی لوله‌کش بود و وی از کودکی به مهندسی علاقه نشان داد. وی در ۱۹۵۱ در گذشت.
او در سال ۱۹۲۳ به همراه خانواده به اشتوتگارت رفت؛ چرا که پدر باید در کارخانه دایملر مشغول به کار می‌شد. فردیناند پورشه همانند پدر خود علاقه شدیدی به خودرو داشت و همین علاقه بود که به خلق یک شاهکار دیگر در دنیای خودروها منجر شد. پدر او در سال ۱۹۳۱ کارخانه Dr.Ing.hc.f.Porsche GmbH را در اشتوتگارت تأسیس کرد تا در آن به طراحی و ساخت خودرو مشغول شود. وی ریاضیات را در مدرسه و مکانیک را در کارگاه پدر آموخت. دوران جوانی فردیناند مصادف بود با به قدرت رسیدن هیتلر در آلمان و فراخوان او برای بازسازی صنایع. هیتلر می‌خواست که آلمان سریع‌ترین خودروها را بسازد؛ بنابراین کارخانه‌های خودروسازی را از کمک‌های دولتی برخوردار کرد و پدر فردیناند پورشه نیز از این مساعدت‌ها سهمی برد. او توانست مدیریت کارخانه‌هایی چون اتو یونیون و واندرر را بر عهده گیرد. در سال ۱۹۳۳ نخستین خودرو پورشه با یک موتور ۱۶ سیلندر ۴٫۵ لیتری و شاسی آلومینیومی ساخته شد. قرارداد پورشه با اتو یونیون در سال ۱۹۳۸ به اتمام رسید و او بیشتر وقت خود را صرف طراحی ماشین‌آلات جنگی کرد. با پایان جنگ، پدر و پسر به اسارت فرانسوی‌ها درآمدند. فرانسوی‌ها برای آزادی هرکدام از پورشه‌ها ۵۰۰ هزار فرانک مطالبه کردند ولی بضاعت مالی خانواده پورشه تنها اجازه پرداخت وثیقه یکی را می‌داد بنابراین پسر در ماه ژوئیه ۱۹۴۶ آزاد شده و به اتریش بازگشت ولی پدر در اسارت فرانسوی‌ها باقی‌ماند. او پس از بازگشت سعی کرد تا کارخانه پدری خود را بازسازی کند ولی از سوی نیروهای اشغالگر منع شد. این امر باعث شد تا وی به شهر گموند کارینتیا در کرنتن اتریش برگردد تا با کمک خواهر خود کارخانه جدید برای ساخت پمپ آب و لوازم لوله‌کشی تأسیس کند. عقد قرارداد با برخی کارخانه‌های خودروسازی باعث شد تا وسوسه ساخت یک خودرو به جان فری بیفتد. در ذهن فردیناند چیزی از قلم افتاده بود و آن رؤیای پدر برای طراحی یک خودرو اسپرت بر مبنای فولکس واگن قورباغه‌ای بود. خودرویی که بدین شکل در سال ۱۹۴۷ طراحی شد Porsche Type ۳۵۶ نام گرفت. این مدل از یک موتور چهار سیلندر هوا خنک با قدرت ۴۰ اسب بخار نیرو می‌گرفت که در قسمت عقب خودرو نصب شده بود. Porsche Type ۳۵۶ اولین خودرویی بود که به نام پورشه مزین گشت. در سال ۱۹۴۹ به اشتوتگارت برگشته و کارخانه پورشه را در آنجا بنیان نهاد و برای کارخانه خود آرم شهر اشتوتگارت را انتخاب کرد. او در سال ۱۹۶۳ خودروی افسانه‌ای ۹۱۱ را طراحی کرد و با این کار اولین خودروی اسپرت دنیا تولید شد.

## برخی از نوآوری‌های پورشه در خودروسازی
او یک کشنده با قوه پیشبرنده ترکیبی ساخت که می‌توانست، ۱۰ تریلی یدکی به وزن هر کدام ۲ تن را بکشد. کشنده ساخت پورشه، می‌توانست با سرعت ۱۸ کیلومتر در ساعت به پیش برود، که بعدها در جنگ جهانی دوم از برخی نمونه‌های آن بهره‌برداری شد.
برخی از نوآوری‌های وی در صنعت خودرو عبارتند از: ترمز جداگانه برای چهار چرخ، خنک‌سازی خودرو با هوا، کمک فنر لوله‌ای، طراحی شمار زیادی باتری، بهره‌گیری از دینام در موتورهای بنزینی، خودروی آبی خاکی و غیره اشاره کرد.
یکی از نخستین طرح‌هایی که انقلابی در ساخت و تولید اتومبیل پدیدآورد، فنر لوله‌ای بود که پورشه و همکارش، کارل راب طراح وی، آن را طراحی و پیاده کردند و فنرهای ورقه‌ای و میله‌ای را که در آن زمان رایج بود، از رونق انداختند.

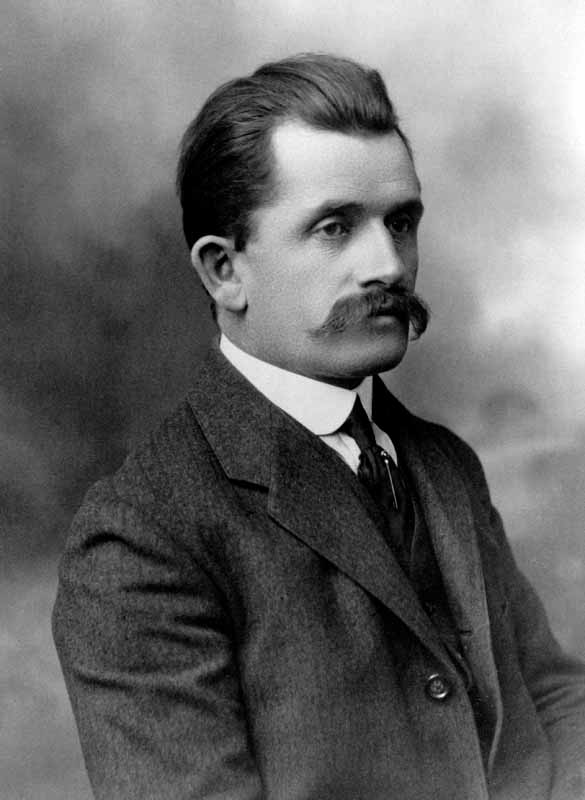
فردیناند پورشه در جوانی

پروانه ساخت این فنر به کارخانه‌های اتومبیل‌سازی، سیتروئن، استاندارد، ولوو، آلفا رمئو و غیره فروخته شد. هانس پرتز یک متخصص آلمانی اتومبیل یک روز دربارهٔ پورشه و فنر اختراعی او گفت: «حتی اگر او این فنر را اختراع نمی‌کرد باز هم نامش به عنوان یک مخترع و سازنده بزرگ، برای همیشه در تاریخ ثبت می‌شد.»

## پورشه و رایش سوم

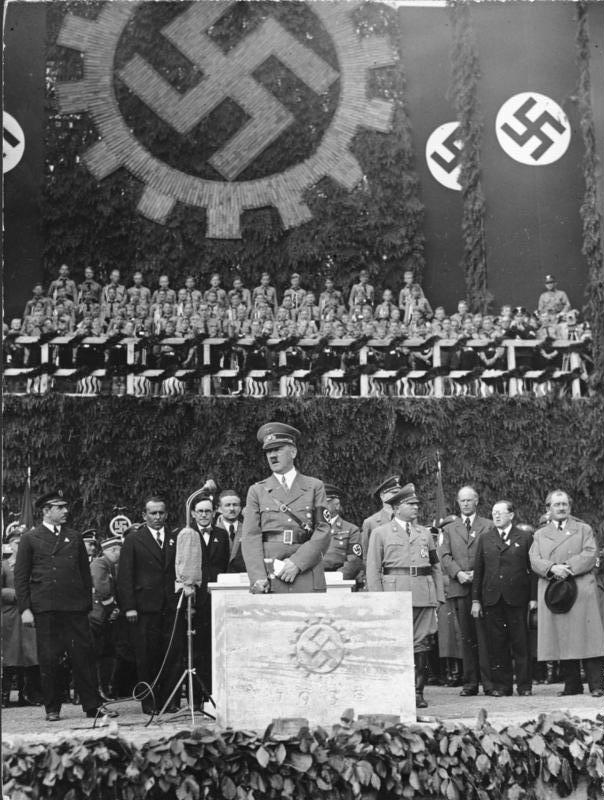
آدولف هیتلر در آیین رونمایی از خودروی فولکس واگن

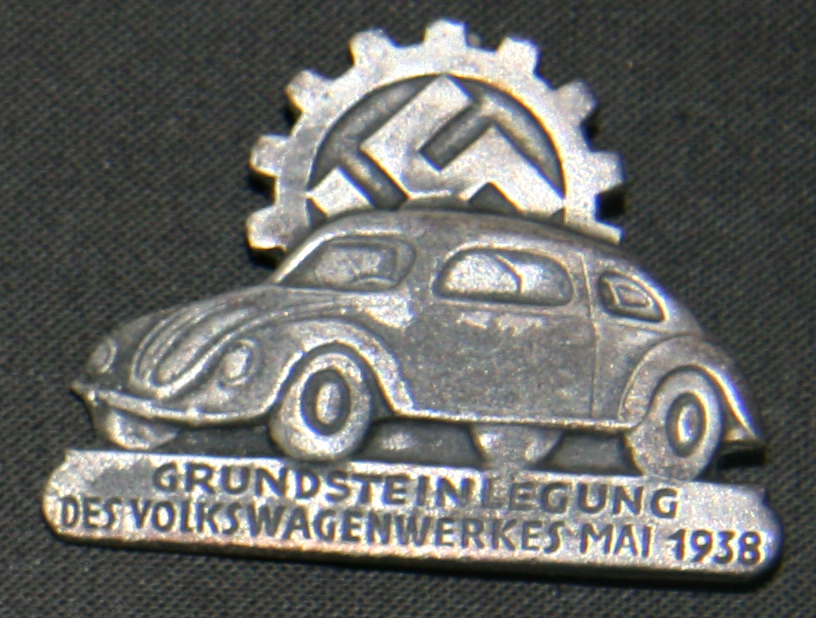
خودروی مردمی یا به زبان آلمانی Volkswagen

هنگامی که رایش سوم به رهبری آدولف هیتلر در آلمان نیرومند شد، وعده هر آلمانی یک خودرو را به همه مردم داد. خود هیتلر هم علاقه شدیدی به رشد صنایع خودروسازی از خود نشان می‌داد و آینده اقتصادی آلمان را در گرو رشد صنایعی مانند خودروسازی می‌دید. از این رو فراخوانی برای طراحی و ساخت یک خودروی ارزان قیمت داده شد و همه کارخانه‌ها از جمله پورشه در آن شرکت کردند.
طرح‌های پورشه برای ساختن یک اتومبیل ارزان‌قیمت، بی‌شک از جمله جالب‌ترین طرح‌های وی بوده‌است: نخست از آن رو که موتور به جای آب، با هوا خنک می‌شد. دوم آنکه موتور در بخش پشت و با فاصله از شاسی قرار داشت. چهار سیلندر خوابیده اتومبیل دوتا دوتا در برابر هم جای داده شده بود. این دگرگونی‌ها و نوآوری‌ها چنان کارشناسی شده و درست بود که همچنان با توجه به همه پیشرفت‌هایی که در اتومبیل‌سازی به دست آمده، معتبر هستند.
همچنین برخی از گفته‌ها حاکی از آن است که خود هیتلر هم در طراحی اتاق فولکس واگن نقش داشته و نقاشی هم در این باره به او منصوب است.

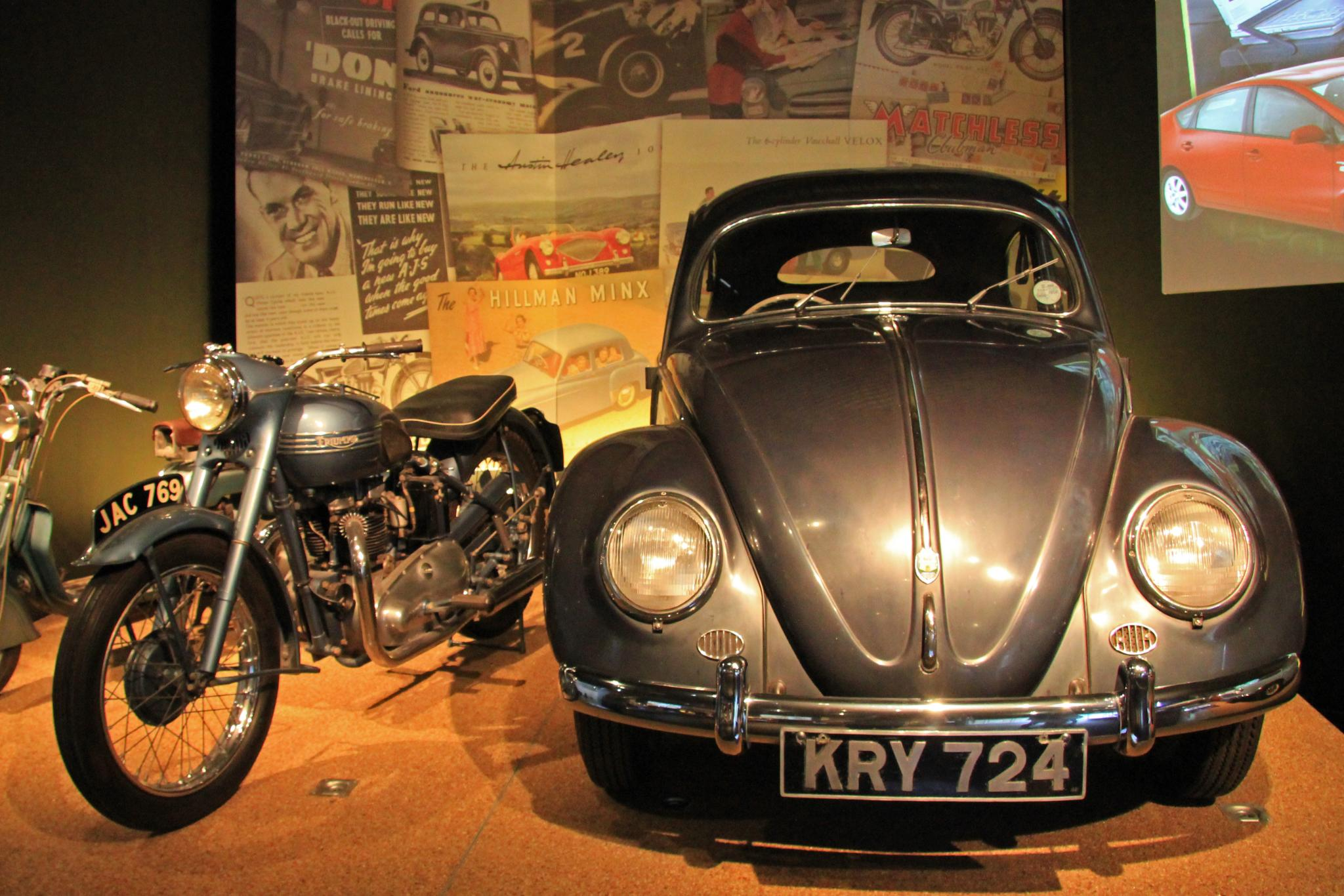
فولکس واگن بیتل (فولکس قورباغه‌ای) پر فروش‌ترین خودروی تاریخ

طرح پورشه مورد توجه شخص هیتلر و وزیر صنایع ، آلبرت اشپر قرار گرفت و خودروی فولکس واگن یا آنگونه که در ایران می‌شناسیم خودروی فولکس قورباغه‌ای با سرمایه گذاری گسترده دولت رایش سوم زاده شد، از این رو پورشه را پدر فولکس واگن می‌دانند، فولکس واگن (Volkswagen) در زبان آلمانی به معنی خودروی مردم است.
در ۱۹۳۶ نخستین سری ۳۰ تایی از خودروهای فولکس واگن آماده آزمایش پایانی بودند. آزمون پایداری و استحکامی که در آن خودروها می‌بایست در جاده‌های کوهستانی نزدیک به ۲ میلیون کیلومتر راه می‌پیمودند. این آزمایش دشوار و بی‌سابقه و در جهان برای نخستین بار انجام پذیرفت. هدف دولت ناسیونال سوسیال این بود که بیش از یک میلیون اتومبیل فولکس واگن ساخته شود، اما در اروپا کارخانه‌ای با چنین زیرساخت بزرگی برای ساخت این شمار خودرو وجود نداشت.
از این رو پورشه برای جستجوی زیرساختهای بهتر دو بار به ایالات متحده رفت. این امر حکومت ناسیونال سوسیالیست را که بنیان‌گذار این اندیشه بود ناخرسند کرد. به زودی برپایی ساختمان کارخانه‌ای پیشرفته به نام فولکس واگن در نزدیکی روستای ولفسبورگ (شهر ولفسبورگ کنونی) در ماه مه ۱۹۳۸ آغاز گردید. ساخت کارخانه در اکتبر ۱۹۳۹ پایان رسید. ولی آغاز جنگ جهانی دوم موجب شد که این کارخانه نیز همچون ده‌ها کارخانه دیگر، به کمک به جبهه‌های جنگ بپردازد.

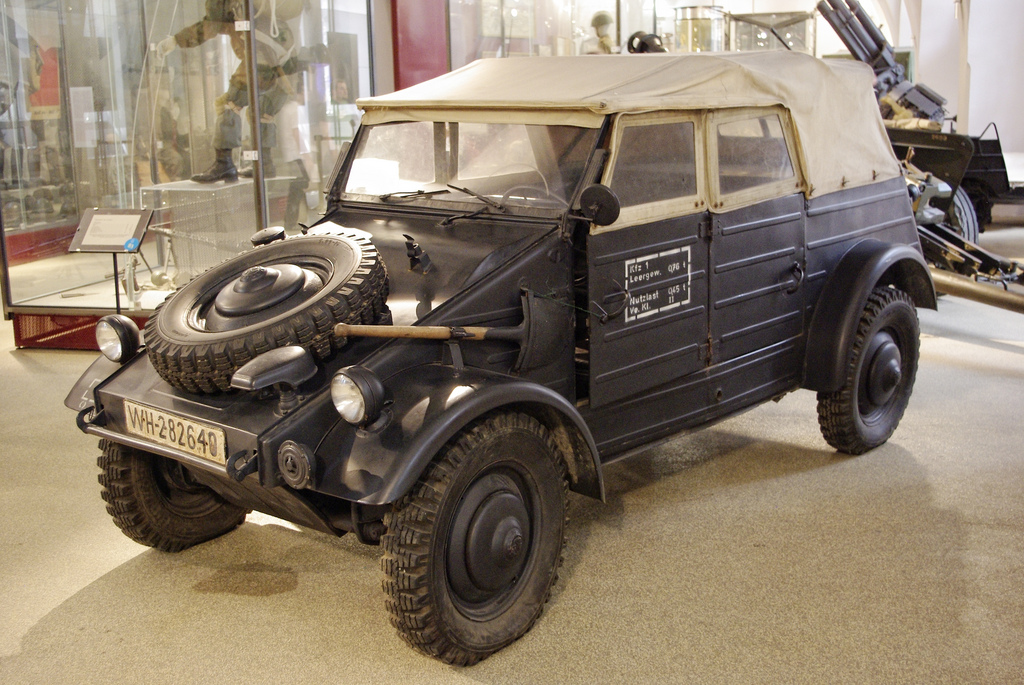
خودروی جنگی Kübelwagen

پس از آغاز جنگ، رایش سوم که در کشف و بهره‌گیری از استعدادها زبانزد دوست و دشمن است، پورشه را به سمت رئیس کمیسیون زرهی وزارت تسلیحات گماشت. او با نبوغ و نوآوری سرشتی خود، توانست به زودی فولکس واگن را با نیازهای ارتش همراستا کند و اتومبیل جنگی به نام آلمانی یعنی «کوبل واگن» (Kübelwagen) را بسازد. این اتومبیل جنگی مانند فولکس واگن دارای موتور هواخنک بود و چه در زمین‌های سرد و یخ زده روسیه و چه در بیابان‌های خشک و خشن شمال آفریقا کمک زیادی به ارتش آلمان نمود.

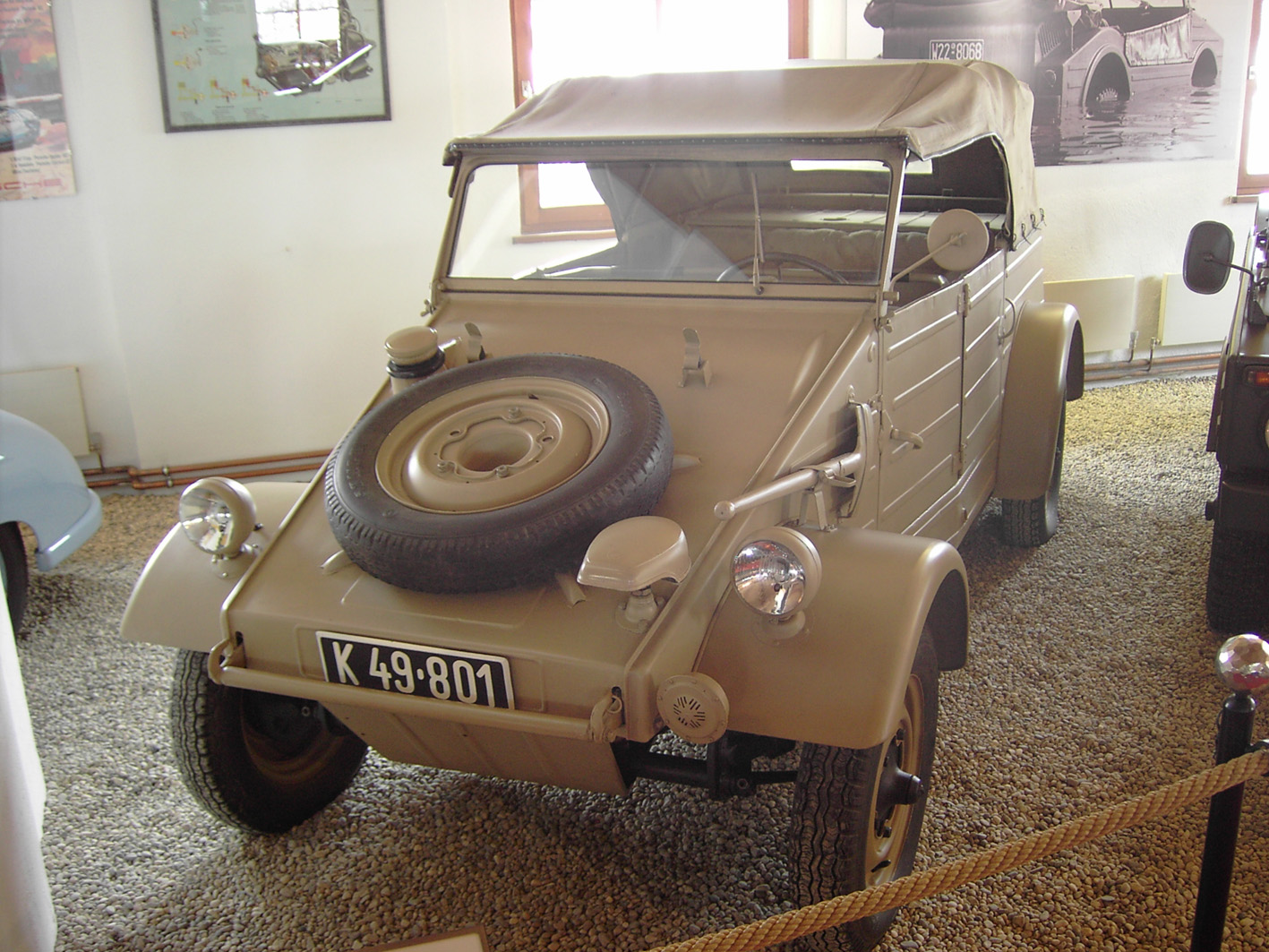
خودروی Kübelwagen توسط پورشه در شرکت فولکس واگن طراحی و ساخته شد

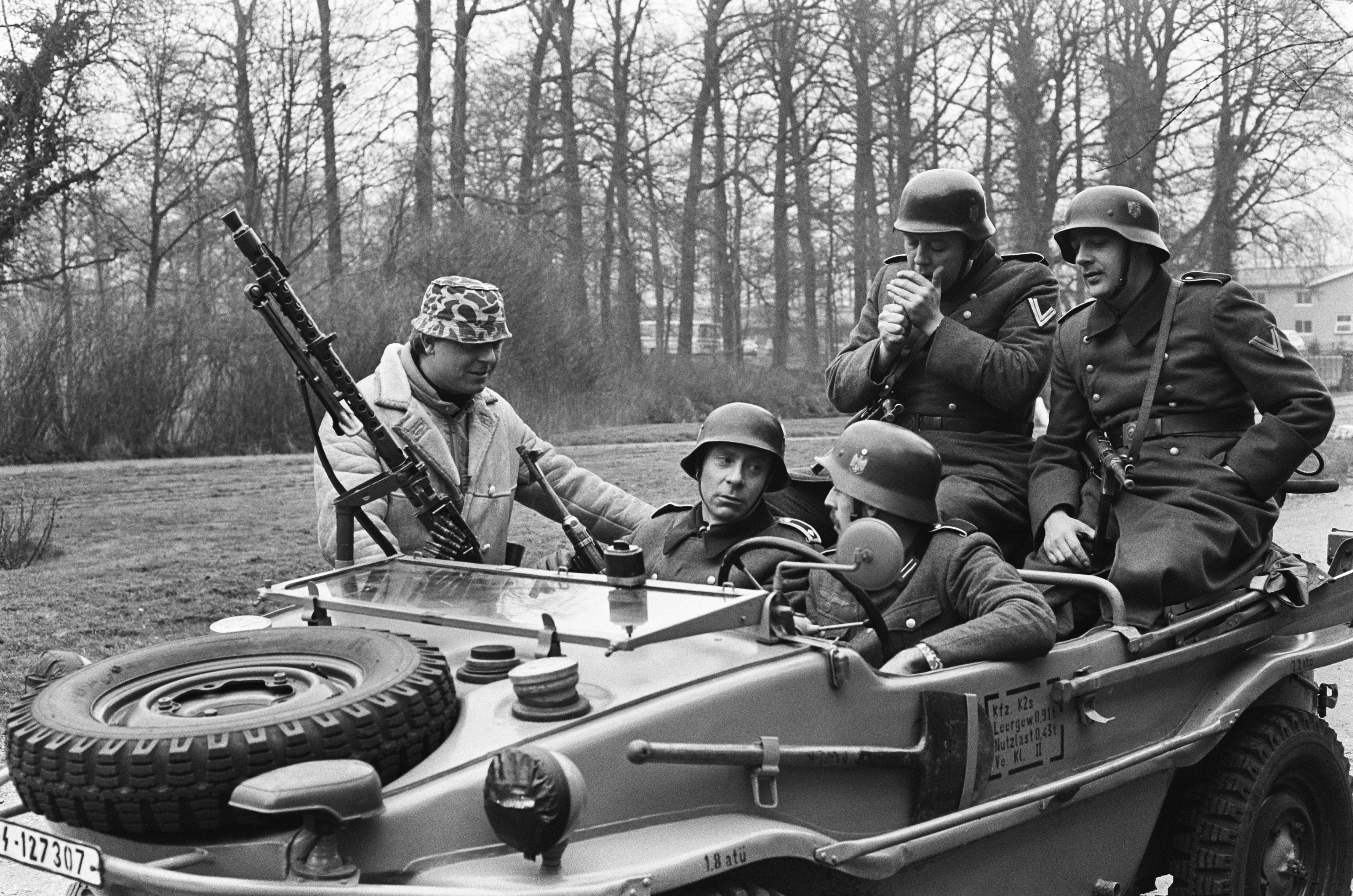
سربازان آلمانی سوار بر خودروی آبی خاکی Schwimmwagen

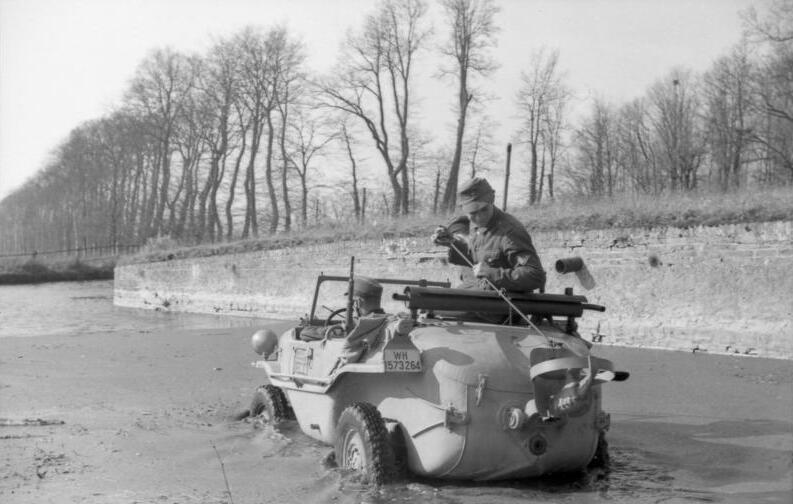
خودروی جنگی Schwimmwagen

نمونه دیگری از همکاری فولکس واگن با نیازهای جنگی آلمان هیتلری شویم واگن (Schwimmwagen) (به زبان آلمانی خودروی شناور)، بود که دارای یک پروانه و موتوری ضدآب بود، این خودرو که انقلابی در طراحی خودرو در نزدیک به صد سال پیش بود، هم در آب و هم در خشکی راه می‌پیمود و به تیراژ نزدیک به هفده هزار دستگاه از آن تولید شد.
در سالهای جنگ دفتر پژوهشی پورشه در اشتوتگارت به یک سازمان پژوهشی بزرگ تبدیل شد و دارای کارخانه مستقل تولید خودرو بود که اینهم از میراث امپراتوری رایش سوم (آلمان نازی) است.
همچنین پورشه انواع و اقسام خودروهای جنگی و حتی یک تانک هجده تنی به نام الفانت را نیز در کارخانه‌های زیرنظر خود ساخت و با اعتقادی که شخصاً به هیتلر و آینده آلمان داشت آنها را در اختیار ارتش آلمان قرار داد.

## پایان جنگ جهانی و اسارت
نزدیکی او به دولت ناسیونال سوسیالیست و به ویژه به‌کارگیری کارگران اسیر در کارخانه‌های زیر نظر خود، سبب شد پس از شکست آلمان در جنگ جهانی دوم، به همراه پسرش، در آغاز توسط نیروهای آمریکایی دستگیر شده ولی پس از چند ماه آزاد گردید. اما برای بار دوم، توسط فرانسوی‌ها دستگیر و زندانی گردید و این بار مدت ۲ سال در زندان به سر برد و کارخانه او در اشتوتگارت تحت مدیریت نیروهای متفقین قرار گرفته و سرانجام در سال ۱۹۴۷ از زندان آزاد شد.

## پورشه و بازگشت به میدان‌ها
با این حال پورشه که یک صنعتگر شکست ناپذیر بود با استعداد ذاتی و قدرت آفرینشش بر هیجانات روانی ناشی از شکست و رنج دوران زندان و تبعید چیره گشته و بار دیگر به کار روی آورد. اندک اندک فردیناند پورشه، دوباره دست به کار شد و این بار نیز مانند گذشته به جستار مورد پسند خود یعنی موتور خودرو روی آورد.
در آغاز تلاش کرد یک اتومبیل اسپورت هشت سیلندر بسازد؛ به زودی پژوهش‌ها به پایان رسیده و سال بعد شرکت فولکس واگن که دوباره زنده شده و کارخود را آغاز کرده بود، تولید آن را استارت زد. پورشه از هر خودروی تولیدی فولکس واگن بخشی را به عنوان درصد طراحی دریافت می‌کرد. به زودی خودروی پورشه آنچنان نام و البته اعتباری در سراسر اروپا پیدا کرد که همه کارشناسان این اتومبیل را بهترین اتومبیل اسپورت به شمار آوردند و خود پورشه کارخانه ای برای ساخت اتوموبیل در اشتوتگارت بنا نهاد و نماد خود را هم از پرچم آن ایالت برگزید.